# Рунгве
Рунгве — потухший вулкан в восточной Африке.
Находится на юге Танзании и является частью вулканической системы Великой рифтовой долины в Восточной Африке.
Высота над уровнем моря — 2953 м, это вторая по высоте вершина южной Танзании. Склоны покрыты поясом тропических горных лесов.